# Zilverbromaat
Zilverbromaat (AgBrO3) is het zilverzout van broomzuur. De stof komt voor als een wit lichtgevoelig poeder, dat slecht oplosbaar is in water. Het is een zeer sterke oxidator, die snel brand kan veroorzaken als het in contact komt met andere verbindingen. Deze oxiderende eigenschap wordt gebruikt om tetrahydropyranyl-ethers om te zetten naar carbonylverbindingen.
Zilverbromaat kan worden verkregen uit de reactie van zilvernitraat met kaliumbromaat als:
{\displaystyle {\ce {AgNO3 + KBrO3 -> AgBrO3_v + KNO3}}}

## Toxicologie en veiligheid
Zilverbromaat kan irriterend zijn voor de ogen, de huid en de luchtwegen. Chronische blootstelling kan argyrie veroorzaken. Bij verhitting of verbranding komt het corrosieve waterstofbromide vrij.